# Karl-Heinz Fleischer
Karl-Heinz Fleischer (* 5. Juni 1932 in Annaberg-Buchholz; † 2009) war ein deutscher Politiker der Sozialistischen Einheitspartei Deutschlands (SED) und Werkleiter in der Deutschen Demokratischen Republik (DDR). Er war von 1977 bis 1983 Vorsitzender des Rates des Bezirks Gera.

## Leben
Fleischer, Sohn einer Hausfrau und eines Kartonagenarbeiters, erlernte nach der Volksschule den Beruf des Kfz-Schlossers und arbeitete bis 1952 als Kraftfahrer. Dann wurde er Mitarbeiter der Zentralen Kommission für Staatliche Kontrolle (ZKSK), einem Exekutivorgan der SED. Bis 1958 war Fleischer in deren Bezirksinspektion in Karl-Marx-Stadt eingesetzt. 1954 trat er in die SED ein.
1958 legte Fleischer die Sonderreifeprüfung der Volkshochschule ab und wurde Beauftragter der ZKSK in Schwarzenberg. Von 1960 bis 1963 war er stellvertretender Bevollmächtigter der ZKSK Karl-Marx-Stadt und bis 1965 dort Bearbeiter für Wettbewerbsfragen. Bis 1964 absolvierte Fleischer ein Fernstudium an einer Ingenieurschule für Maschinenbau und Elektrotechnik, welches er als Maschinenbau-Ingenieur abschloss.
1965 bis 1966 war Fleischer Mitarbeiter in der VVB Werkzeugmaschinen und Werkzeuge Karl-Marx-Stadt und studierte anschließend an der Parteihochschule „Karl Marx“. Noch 1967 wurde er Leiter der Planinspektion, 1968 Gruppenleiter, 1969 amtierender Direktor für Plandurchführung in der VVB Werkzeugmaschinen und Werkzeuge Karl-Marx-Stadt.
Von 1970 bis 1977 war Fleischer Werkleiter des VEB Werkzeugmaschinenfabrik Zeulenroda. 1977 wurde er als Nachfolger des überraschend im Amt verstorbenen Rudolf Bahmann Vorsitzender des Rates des Bezirks Gera. Im Mai 1983 wurde er nach einem Parteiverfahren wegen „Verletzung der Parteidisziplin, der sozialistischen Gesetzlichkeit und der Parteimoral“ von dieser Funktion entbunden.